# Osteosarcoma
L'osteosarcoma è un tumore maligno primitivo dell'osso. È, quindi, una neoplasia maligna che cresce dalla sua forma primitiva di cellule di origine mesenchimale (quindi un sarcoma) e mostra una differenziazione osteoblastica e produce osteoporosi maligna. L'osteosarcoma è la forma istologica più comune di sarcoma osseo. È più comune negli adolescenti e giovani adulti.

## Cause
Molti gruppi di ricerca stanno investigando sul ruolo delle cellule stem cancerose e sul loro ruolo di causare tumori a causa di geni e proteine causali in diversi fenotipi. La radioterapia per le condizioni non collegate è una causa rara.
1. Un piccolo marcatore di cromosomi soprannumerario, ovvero un extra cromosoma anormale o un cromosoma gigante dei bastoncelli è presente nelle cellule tumorali di basso grado includendo bassi gradi centrali OS o paraostale,[7] trasportano vari geni potenzialmente cancerosi, e sono pensati per contribuire alla crescita di questi OS.[8]
2. I casi familiari in il cromosoma 13q14, una delle coppie cromosomiche dell'uomo, disattiva il gene del retinoblastoma sono associati a un alto rischio di sviluppare osteosarcomi.
3. Le displasie ossee, tra cui la malattia di Paget dell'osso, la displasia fibrosa, l'encondromatosi e le esostosi multiple ereditarie aumentano il rischio di osteosarcoma.
4. La sindrome di Li-Fraumeni (mutazione germinale TP53) è un fattore predisponente allo sviluppo dell'osteosarcoma.
5. La sindrome di Rothmund-Thomson (associazione autosomica recessiva di difetti ossei congeniti, displasie dei capelli e della pelle, ipogonadismo e cataratta) è associata ad un aumentato rischio di osteosarcoma.
6. Grandi dosi di Sr-90, soprannominato cercatore osseo, aumentano il rischio di cancro alle ossa e leucemia negli animali e si presume che lo facciano nelle persone.[9]

## Clinica
La cellula di partenza è l'osteoblasto. Colpisce più spesso soggetti di sesso maschile con due picchi di incidenza: tra i 10 e i 30 anni e negli anziani, le sedi più frequenti sono le metafisi delle ossa lunghe, soprattutto attorno al ginocchio: il femore, specie in zona diafisaria distale e la metafisi prossimale della tibia, e l'omero prossimale. Si manifesta con dolore intenso, tumefazione, cute calda, spesso con evidente reticolo venoso. Ne esistono due varietà: quella centrale e quella periferica. La varietà centrale a sua volta può essere osteolitica (provoca la distruzione del tessuto osseo circostante e, all'esame radiografico, dà un'immagine di osso ‘scoppiato’) o osteoblastica (determina la produzione di osso, spesso sotto forma di lamelle perpendicolari alla superficie dell'osso: all'esame ai raggi X può risultare un'immagine a pettine o a raggi di sole). La varietà periferica a sua volta si suddivide in parostale e periostea a seconda che il tessuto osseo maligno cresca superficialmente al periostio oppure tra il periostio e la corticale dell'osso interessato dalla neoplasia. Le varietà centrali hanno un comportamento molto aggressivo in quanto crescono rapidamente e presentano una spiccata tendenza a dare metastasi ai polmoni e ad altri organi. Le varietà periferiche sono invece generalmente meno aggressive.

## Segni e sintomatologia
Alcuni pazienti potrebbero, inizialmente, lamentare dolore che potrebbe peggiorare durante la notte, a intermittenza e di intensità variabile. Gli adolescenti attivi nelle attività sportive spesso lamentano dolore nel basso femore o sotto il ginocchio. Se il tumore è grande, può presentarsi come un gonfiore localizzato visibile. Talvolta una frattura improvvisa è il primo sintomo perché l'osso attaccato non è più resistente come un osso normale e potrebbe sviluppare una frattura patologica. In caso di tumori più profondi che non sono molto vicini alla pelle, come quelli che si originano nel bacino, i gonfiore localizzato potrebbe non essere visibile.

## Terapia
Una resezione radicale, completa ed en bloc del tumore, sono i trattamenti scelti per l'osteosarcoma. Sebbene la maggior parte dei pazienti è capace di avere una chirurgia di salvataggio degli arti, le complicanze di tale intervento, in particolare di infezioni, allentamento e mancata unione delle protesi o la recidiva locale del tumore, possono causare la necessità di un ulteriore intervento o, addirittura, l'amputazione.
La mifamurtide, un farmaco contro l'osteosarcoma, è utilizzato dopo che un paziente è stato sottoposto ad intervento per rimuovere il tumore con chemioterapia per uccidere le cellule cancerose rimanenti per ridurre il rischio di recidiva. Inoltre, l'opzione per avere una plastica rotazionale, ovvero un autoinnesto per riallacciare una parte di arto amputato, dopo la rimozione del tumore può essere effettuata.
I pazienti con osteosarcoma sono trattati da medici oncologi e da oncologi ortopedici specializzati nel trattamento dei sarcomi. L'attuale procedura standard è quella di usare la chemioterapia neoadiuvante, una speciale chemioterapia utilizzata prima della chirurgia, seguita de resezione chirurgica. La percentuale di cellule necrotiche viste nel tumore dopo la chirurgia dà un'idea della prognosi e permette all'oncologo di capire se la chemioterapia debba essere modificata dopo la chirurgia.
La terapia standard è una combinazione di salvataggi degli arti con chirurgia ortopedica quando è possibile (o amputazione in alcuni casi) o una combinazione di alto dosaggio di metotrexato con acido folinico, cisplatina intra-arteriosa, doxorubicina, ifosfamide con mesna, BCD( bleomicina, ciclofosfamide, dactinomicina), etoposide e muramil tripeptide. La rotazione plastica potrebbe essere utilizzata. L'ifosfamide può essere utilizzata come un trattamento adiuvante se il tasso necrotico è basso.
Malgrado il successo della chemio per l'osteosarcoma, ha uno dei tassi di sopravvivenza per cancro più bassi per l'età pediatrica. Il miglior report di follow up decennale ha un tasso del 92%; il protocollo utilizzato è un regime aggressivo intra-arterioso che individualizza una terapia basata sulla risposta arteriografica. La sopravvivenza triennale ha tassi dal 50% al 75%, e in 5 anni dal 60% a più dell'85% in alcuni studi. Comunque, il 65-70% dei pazienti trattati sopravvivono 5 anni dopo il trattamento. Questi tassi dipendono dal tasso necrotico.
Il Filgrastim o il Pegfilgrastim aiutano la conta dei globuli bianchi e dei neutrofili. Le trasfusioni di sangue e l'epoteina alfa, un'eritropoietina prodotta in cultura cellulare utilizzando tecnologia a ricombinazione di DNA, aiutano contro l'anemia. Analisi computazionali su pannelli di linee cellulari di osteosarcoma hanno identificato nuovi bersagli terapeutici condivisi e specifici (proteomici e genetici) nell'osteosarcoma, mentre i fenotipi hanno mostrato un ruolo aumentato dei microambienti tumorali.